# Marienetta Jirkowsky
Marienetta Jirkowsky (Bad Saarow, 25 agosto 1962 – Hennigsdorf, 22 novembre 1980) venne uccisa al Muro di Berlino durante un tentativo di fuga dalla DDR.

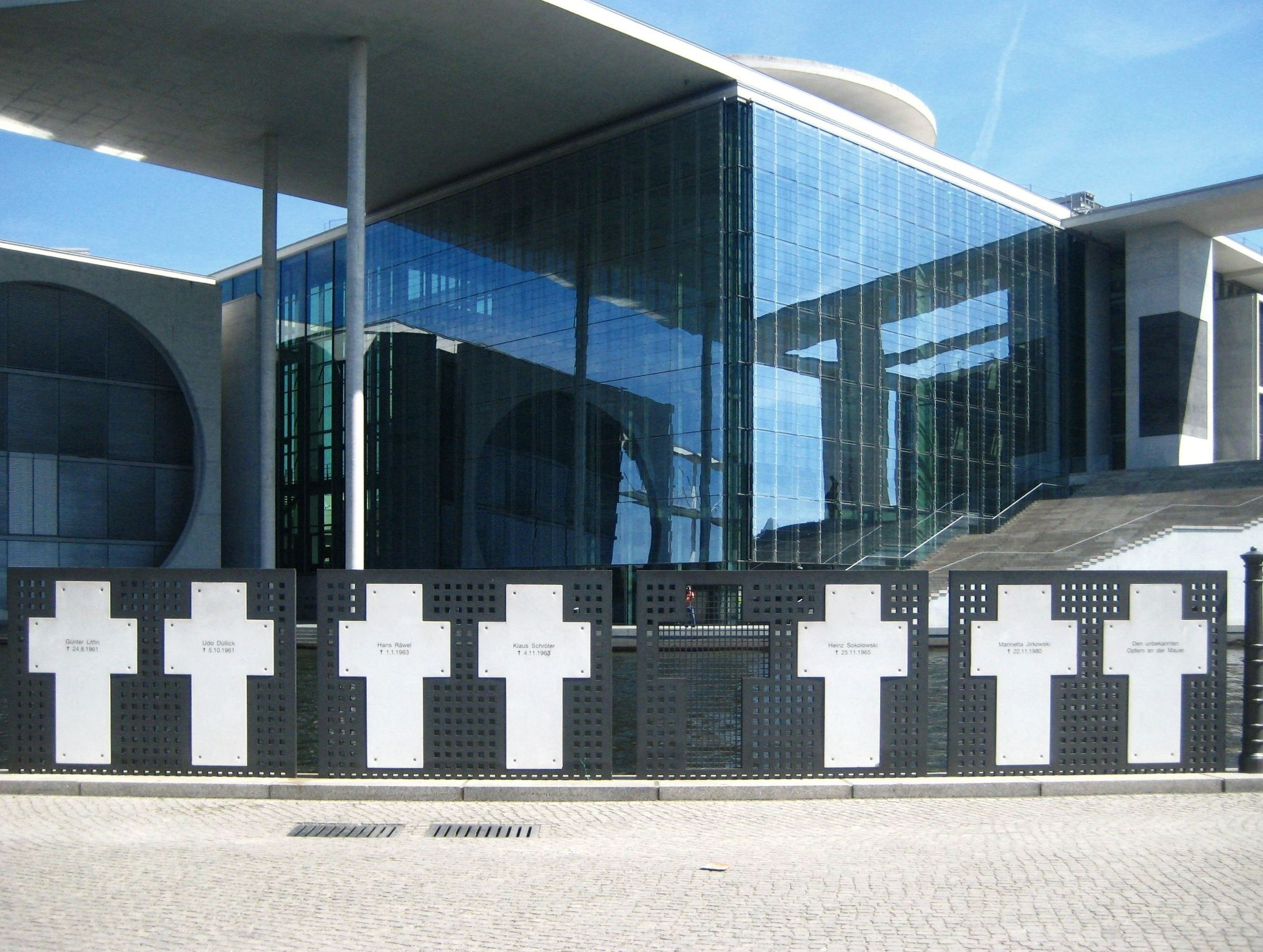
Croci Bianche al Reichstag. La seconda croce da destra è dedicata a Marienetta Jirkowsky

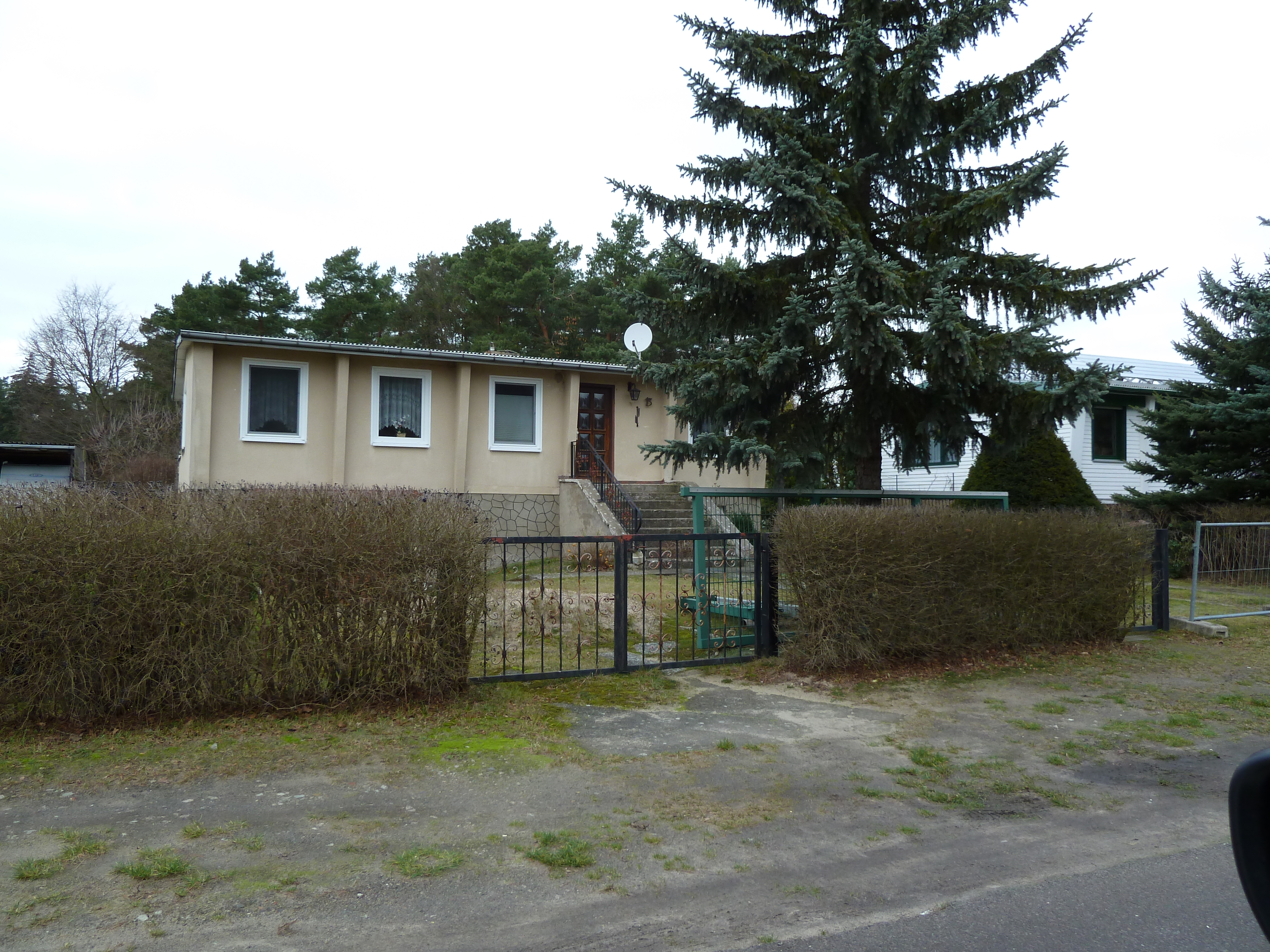
Ultima residenza di Marienetta Jirkowsky presso Birkenweg 13, Spreenhagen

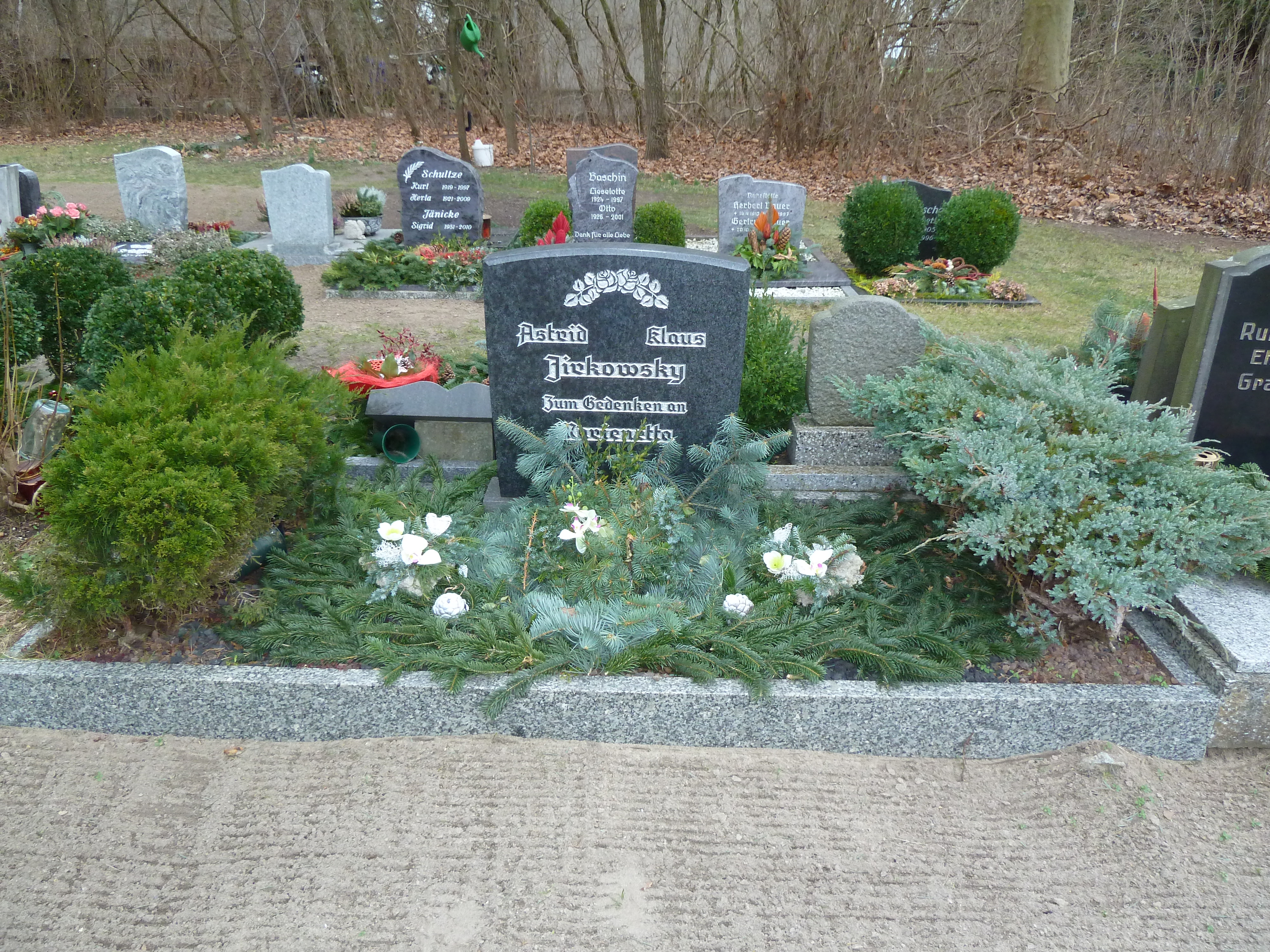
Tomba di famiglia di Marienetta Jirkowsky, cimitero di Spreenhagen

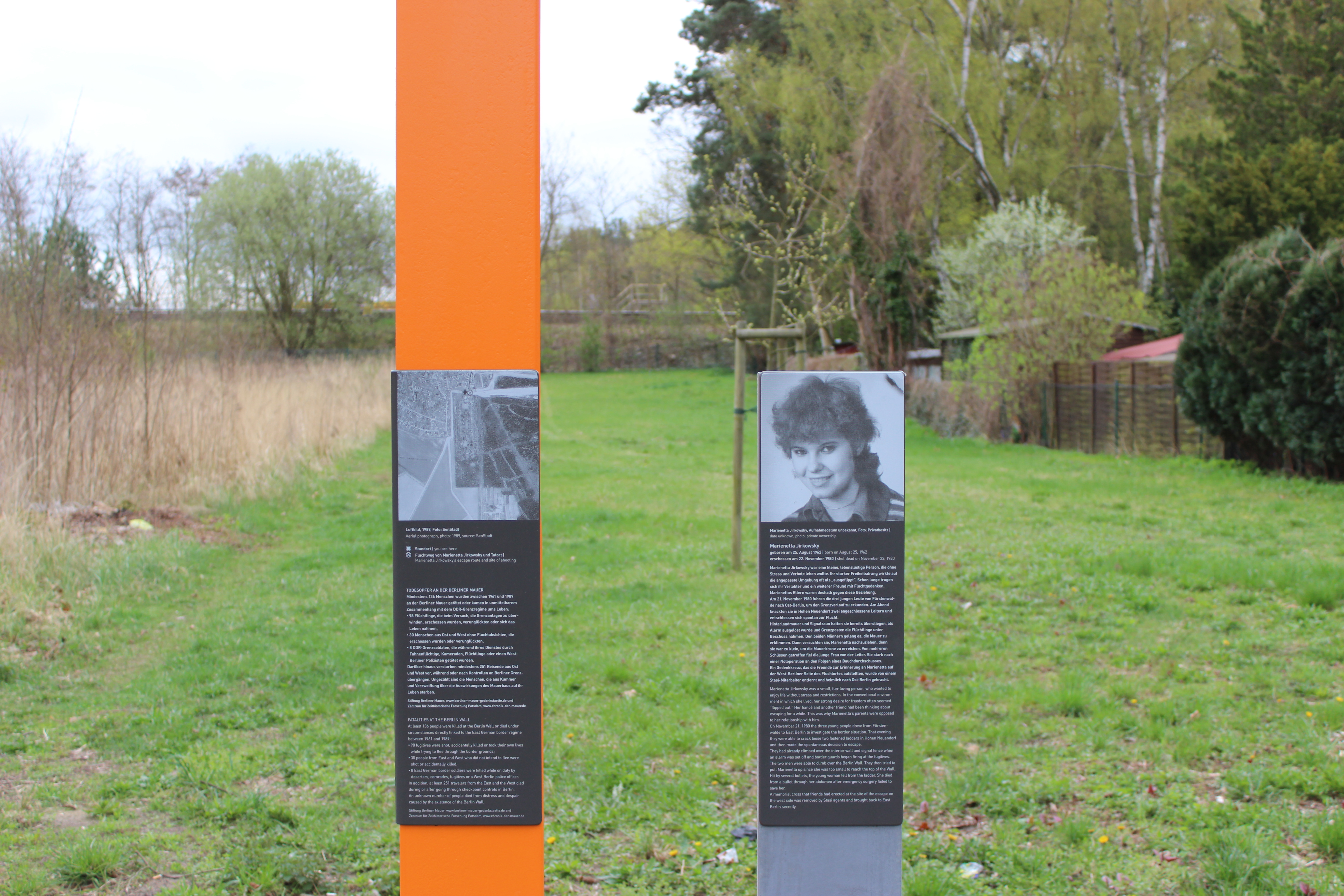
Targa commemorativa presso Hohen Neuendorf

Jirkowsky è stata la più giovane tra le vittime femminili del Muro e l'ultima donna uccisa nel tentativo di attraversarlo. Aveva 18 anni ed era incinta di tre mesi.

## Il tentativo di fuga
Il pomeriggio del 21 novembre 1980 Marienetta aveva intravisto, con Falko, il fidanzato, e con Peter, un comune amico, una possibilità di fuga ad occidente nella zona di confine facente parte del comune di Hohen Neuendorf, a nord del quartiere di Frohnau di Berlino Ovest. I tre giovani avevano infatti casualmente trovato abbandonate in un giardino delle scale a pioli, che avrebbero reso possibile saltare il muro.
La notte del 22 novembre i giovani misero in atto il loro tentativo di fuga. Intorno alle ore 3.40 erano riusciti a superare la prima barriera e il recinto di filo spinato. Giunti all'ultimo ostacolo, rappresentato dal muro alto circa 3,5 metri, il fidanzato di Marienetta riuscì a scavalcarlo passando nella parte occidentale, mentre l'altro giovane indugiò sul muro per aiutare la ragazza, piuttosto bassa di statura, ad arrampicarsi.
Senza alcun preavviso partirono numerosi colpi di fucile che colpirono gravemente la giovane, che cadde restando nella parte orientale, mentre Peter riusciva a saltare nel lato occidentale. I soldati di confine trasportarono Marienetta Jirkowsky, ancora viva ma ferita da 27 colpi, specie allo stomaco, all'ospedale di Hennigsdorf, dove la giovane morì alle ore 11.30 dello stesso giorno.
Tra le almeno 139 vittime accertate del Muro, ne risultano solo 8 di sesso femminile; tra queste Marienetta Jirkowsky era la più giovane ed è stata l'ultima donna uccisa. Allo stato attuale delle ricerche, negli ultimi 9 anni dell'esistenza di questo "confine fortificato" vi furono altre 14 vittime, tutti uomini maggiorenni. Una delle note Croci Bianche nei pressi dell'edificio del Reichstag è dedicata a Marienetta Jirkowsky.